# Красный Остров (Гомельская область)
Красный Остров (бел. Чырвоны Востраў; до 2013 года — Чирвоный Остров) — посёлок в Головчицком сельсовете Наровлянского района Гомельской области Беларуси.

## География

### Расположение
В 16 км на юго-запад от Наровли, 16 км от железнодорожной станции Ельск (на линии Калинковичи — Овруч), 194 км от Гомеля.

## Транспортная сеть
Транспортные связи по местной, а затем автодороге Ельск — Наровля. Планировка состоит из прямолинейной, почти меридиональной улицы, застроенной двусторонне деревянными усадьбами.

## История
Основан в начале 1920-х годов переселенцами из соседних деревень на бывших помещичьих землях. В 1932 году жители вступили в колхоз. Согласно переписи 1959 года в составе колхоза «Головчицы» (центр — деревня Головчицы).
В составе колхоза имени XXII съезда КПСС.

## Население

### Численность
- 2004 год — 12 хозяйств, 18 жителей.

### Динамика
- 1959 год — 116 жителей (согласно переписи).
- 2004 год — 12 хозяйств, 18 жителей.